# Michail Wassiljewitsch Wolozkoi
Michail Wassiljewitsch Wolozkoi (russisch Михаил Васильевич Волоцкой; * 13. April 1893 in Rostow, Gouvernement Jaroslawl; † 4. Oktober 1944 in Moskau) war ein sowjetischer Genetiker.
Wolozkoi wurde 1920 Mitglied der Russischen Eugenischen Gesellschaft, bis zum Jahr 1926 gehörte er ihrem Leitungsgremium an.